# Nam Nam E.P.
Nam Nam E.P. è il sesto EP del musicista danese Trentemøller, pubblicato il 1º maggio 2006 dalla Poker Flat Recordings.
Una versione alternativa di Vamp è stata successivamente inclusa nella lista tracce dell'album di debutto The Last Resort, uscito nello stesso anno, mentre i restanti due brani dell'EP sono stati inseriti nel CD bonus dell'edizione speciale dello stesso album.

## Tracce
Lato A
1. Nam Nam – 5:40
2. Vamp (Vinyl Edit) – 5:11

Lato B
1. Killer Kat – 7:07

## Classifiche
| Classifica (2007) | Posizione massima |
| ----------------- | ----------------- |
| Danimarca         | 17                |